# La signora del mondo (2º episodio)
La signora del mondo (2º episodio) (Die Herrin der Welt 2. Teil - Die Geschichte der Maud Gregaards) è un film muto del 1919 diretto da Joe May.
Secondo episodio del serial La signora del mondo, prodotto da Joe May. Il titolo italiano di questo episodio è attualmente ignoto.

## Trama
Maud racconta a Kien-Lung la storia della sua vita. Suo padre era archivista presso il Ministero degli Esteri: a causa del suo lavoro, era stato ricattato da Frohner, uomo senza scrupoli, che voleva impossessarsi di un trattato segreto cinese. Per disperazione, Gregaards si era suicidato. Maud, innamorata di un politico, traduce il trattato ignorandone il testo. Verrà arrestata come complice e, in carcere, darà alla luce un bambino che muore poco dopo la nascita. Rilasciata, incontra un vecchio fidanzato, il barone Bobby.
Per caso, Maud entra in possesso di un documento di Kuan-Fu, dove si dice quale sia il nascondiglio dei tesori della regina di Saba. La donna, allora, decide di mettere le mani sul tesoro per poter perseguire la sua vendetta.
Episodi del serial:
1. L'amica dell'uomo giallo (Die Herrin der Welt 1. Teil - Die Freundin des gelben Mannes), regia di Joseph Klein e Joe May
2. Die Herrin der Welt 2. Teil - Die Geschichte der Maud Gregaards, regia di Joe May
3. Die Herrin der Welt 3. Teil - Der Rabbi von Kuan-Fu, regia di Joe May
4. Il re Makomba (Die Herrin der Welt 4. Teil - König Macombe), regia di Joseph Klein e Uwe Jens Krafft
5. Ophir, la città del passato (Die Herrin der Welt 5. Teil - Ophir, die Stadt der Vergangenheit), regia di Uwe Jens Krafft
6. La miliardaria (Die Herrin der Welt 6. Teil - Die Frau mit den Millionarden), regia di Uwe Jens Krafft
7. La benefattrice dell'umanità (Die Herrin der Welt, 7. Teil - Die Wohltäterin der Menschheit), regia di Karl Gerhardt
8. La vendetta di Maud (Die Herrin der Welt 8. Teil - Die Rache der Maud Fergusson), regia di Joe May

## Produzione
Il film fu prodotto dalla May-Film GmbH (Berlin). Venne girato a Woltersdorf, in Brandenburgo.

## Distribuzione
La pellicola ebbe il visto di censura B.43634 in data dicembre 1919.
Distribuito dall'Universum Film (UFA), il film venne presentato in Germania il 12 dicembre 1919 a Berlino. Negli USA, fu distribuito sottotitolato in inglese dalla Paramount Pictures: uscì in sala il 12 marzo 1922 con il titolo Mistress of the World, Number Two: The Race for Life.